# كارل هوفمان
كارل هوفمان هو محامي وسياسي سويسري، ولد في 2 فبراير 1820 في سانت غالن في سويسرا، وتوفي في 26 يوليو 1895. حزبياً، نشط في الحزب الديمقراطي الحر (سويسرا). وقد انتخب عضو مجلس الولايات السويسري.